# Pierre Verdier
Pour les articles homonymes, voir Verdier.
Pierre Verdier, né le 24 juillet 1941, est un avocat français.
Il est spécialiste du droit de la famille et de l'enfant.

## Biographie
Docteur en droit (2005), spécialisé dans les droits de l'enfant, Pierre Verdier est avocat au barreau de Paris.
Il est le fondateur et président de la CADCO (Coordination des Actions pour le Droit à la Connaissance des Origines).
Chevalier dans l’ordre de la légion d’honneur, il a été directeur de la DDASS de la Meuse, puis de la Moselle, puis directeur général de la Fondation La Vie au grand air (Paris).

## Ouvrages
- Guide pratique de l'Aide Sociale à l'Enfance – Centurion, Paris, 1975 (épuisé)
- Les Droits des personnes handicapées, Editions ESF, Paris 1981 (2e édition)
- Mémento d'Aide Sociale, Editions ESF, Paris 1981 (épuisé)
- Institutions et Organismes sociaux, Editions ESF, Paris 1982
- Manuel de l'auxiliaire sanitaire, Editions Privat, Toulouse 1982 (3e édition)
- L'autorité parentale, le droit en plus, Bayard Editions, Paris 1993
- Lexicode de l'Aide Sociale à l'Enfance, Bayard Editions 1995
- L'Adoption aujourd'hui, Bayard Editions, Paris 1999 (6e édition)
- L'enfant en miettes, Dunod Editeur, Paris, 2013 (7e édition)
- Mon enfant est placé, j’ai des droits avec le fil d’Ariane
- Guide pratique de la correspondance administrative, Berger-Levrault, Paris 2008
- Guide de l'Aide Sociale à l'Enfance, Dunod Editeur, Paris, 2008 (6e édition)

En collaboration :
- Le secret sur les origines, Pierre Verdier, Michel Soulé, Editions ESF, Paris,1986
- On m'a jamais demandé mon avis, Marieke Aucante, Pierre Verdier, Ed. Robert Laffont - 1990.
- Affirmer et promouvoir les droits de l'enfant, collectif La Documentation Française, Paris, 1993 - Collection des rapports officiels
- Enfant de personne, Geneviève Delaisi de Parseval, Pierre Verdier, Editions Odile Jacob - Paris 1994
- Comment assurer la protection d'un majeur, Pierre Verdier - Michel Bauer, ESF, Paris, 1999
- Face au secret de ses origines - Le droit d'accès au dossier des enfants abandonnés, Pierre Verdier - Martine Duboc – Dunod, 1996
- Ces enfants dont personne ne veut : adopter un enfant inadoptable - Pierre Verdier - Marieke Aucante – DUNOD, 1997
- Le droit à la connaissance de son origine : un droit de l'homme, Pierre Verdier - Nathalie Margiotta - Editions Jeunesse et Droit, 1998
- Les responsabilités en travail social, Pierre Verdier - Jean-Pierre Rosenczveig, Coédition Dunod et Jeunesse et Droit, 1998
- La parole de l'enfant – Aspects juridiques, éthiques et politiques, Jean-Pierre Rosenczveig - Pierre Verdier, Coédition Dunod et Jeunesse et Droit, 1999
- Codes de l'intervenant social – Pierre Verdier - Laure Dourgnon, Editions Jeunesse et Droit, Paris - 1999
- Retrouver ses origines. L’accès au dossier des enfants abandonnés, Pierre Verdier - Martine Duboc, Dunod juillet 2002
- La réforme de la protection de l’enfance, Pierre Verdier Michel Eymenier, Berger Levrault, 2e édition 2012
- L'aide sociale à l'enfance, Pierre Verdier Fabienne Noé,  Dunod 2013
- L'enfant en danger et la justice, l'assistance éducative en 100 questions-réponse, Pierre Verdier Jean-Pierre Rosenczveig ASH 2015
- La nouvelle autorité parentale et les actions de soutien à la parentalité, Pierre Verdier Catherine Sellenet, Berger Levrault, 2e ed. 2016
- Le secret professionnel en travail social et médicosocial, Jean-Pierre Rosenczveig, Pierre Verdier, Christophe Daadouch, Dunod , 6e édition 2016
- De la protection de l'enfance à la protection de l'enfant, Pierre Verdier Christophe Daadouch, Berger Levrault, 3ème ed 2018
- Parents, vos droits, vos obligations, Jean-Pierre Rosenczveig, Pierre Verdier Ed; L'Archipel 2019
- La protection de l'enfance, un droit en mouvement, Christophe Daadouch, Pierre Verdier, Berger Levrault, 4ème édition 2023